# Ваньков, Андрей Александрович
Андрей Александрович Ваньков (1907—1986) — заслуженный тренер РСФСР. Судья всесоюзной категории.
Чемпион РСФСР по плаванию (1927). Чемпион Москвы.
Работал тренером ЦДКА (Москва). Среди его воспитанников: Бойченко Семён Петрович, Леднёв Павел Серафимович, Шмелёв Владимир Константинович, Сдобников Эдуард Сергеевич, Скрипченков Пётр Григорьевич.
Автор книг: «Плавание. Наглядное учебное пособие по технике плавания» (1952). Плавание в комплексе ГТО (1956, 1960). Плавание. Программа-пособие по подготовке инструкторов общественников (1957), Подготовка военнослужащих к плаванию" (1960, соавтор) Учитесь плавать кролем на спине (1966, 1970).
Участник Великой Отечественной войны. Награжден орденом Отечественной войны 11 степени (6.04.1985), орденом Красной звезды (3.11.1942, 4.06.1945).